# De Stijl (album)
De Stijl is het tweede album van de Amerikaanse rockband The White Stripes. Het album is uitgebracht op 20 juni 2000 en geproduceerd door Jack White. De nummers op het album combineren blues- en punkinvloeden. Het album is vernoemd naar de Nederlandse kunstbeweging De Stijl en het is opgedragen aan zowel Gerrit Rietveld en als aan de blueszanger Blind Willie McTell. 

## Tracklist
1. "You're Pretty Good Looking (For a Girl)" – 1:49
2. "Hello Operator" – 2:36
3. "Little Bird" – 3:06
4. "Apple Blossom" – 2:13
5. "I'm Bound to Pack It Up" – 3:09
6. "Death Letter" (Son House) – 4:29
7. "Sister, Do You Know My Name?" – 2:52
8. "Truth Doesn't Make a Noise" – 3:14
9. "A Boy's Best Friend" – 4:22
10. "Let's Build a Home" – 1:58
11. "Jumble, Jumble" – 1:53
12. "Why Can't You Be Nicer to Me?" – 3:22
13. "Your Southern Can Is Mine" (Blind Willie McTell) – 2:29

De nummers zijn geschreven door The White Stripes, tenzij anders aangegeven.

## Bezetting
The White Stripes
- Jack White – gitaar, piano, zang
- Meg White – drums en zang op "Your Southern Can Is Mine"

Gastmuzikanten
- John Szymanski – harmonica op "Hello Operator"
- Paul Henry Ossy – viool op "I'm Bound to Pack It Up", elektrische viool op "Why Can't You Be Nicer to Me?"